# Rotten Sound
Rotten Sound – fiński zespół grindcore'owy utworzony w 1993.

## Muzycy

### Aktualni członkowie
- Mika Aalto - gitara elektryczna
- Sami Latva - perkusja
- Keijo Niinimaa - growling
- Toni Pihlaja - gitara basowa

### Dawni członkowie
- Kai Hahto - perkusja
- Juha Ylikoski - gitara elektryczna
- Pekka Ranta - gitara basowa
- Mika Häkki - gitara basowa

## Dyskografia

### Minialbumy (EP)
- 1995 - Sick Bastard
- 1995 - Psychotic Veterinarian
- 1996 - Loosin' Face
- 2000 - Still Psycho
- 2006 - Consume to Contaminate
- 2010 - Napalm
- 2011 - Curses
- 2013 - Species at War

### Albumy studyjne
- 1997 - Under Pressure
- 1998 - Drain
- 2002 - Murderworks
- 2003 - From Crust 'Til Grind
- 2004 - Murderlive
- 2005 - Exit
- 2008 - Cycles (premiera 9 stycznia 2008)
- 2011 - Cursed

### Splity
- 1997 - Spitted Alive z Control Mechanism
- 2001 - 8 Hours of Lobotomy z Unholy Grave
- 2003 - Seeds of Hate z Mastic Scum